# Teja Ferfolja
Teja Ferfolja (født 9. november 1991 i Ljubljana, Slovenien) er en kvindelig slovensk håndboldspiller som spiller for P.A.C.K. H.C. og Sloveniens kvindehåndboldlandshold.